# 7,62 × 63 мм
7,62 × 63 мм (.30-06 Springfield) — стандартный бесфланцевый винтовочный унитарный патрон США первой половины XX века (с 1906 до 1952 гг.), который использовался в ходе Первой и Второй мировых войн и войны в Корее.
Применяется до настоящего времени как популярный охотничий патрон, а также для спортивной стрельбы.

## История
Патрон был принят на вооружение США в 1906 году (отсюда название данного калибра) на замену патрона .30-03 образца 1903 года.
После окончания Первой мировой войны были разработаны новые типы боеприпасов, в том числе патрон с 11,3-граммовой пулей .30 M1 Ball образца 1926 года и патрон с 9,7-граммовой пулей .30 M2 Ball образца 1938 года.
В 1936 году на вооружение США была принята самозарядная винтовка M1 Garand, в дальнейшем начались работы по созданию автоматической винтовки под патрон .30-06. В 1944 году в США был создан прототип винтовки Т20 (M1 Garand со съёмным магазином на 20 патронов от автоматической винтовки Browning M1918 (BAR) и возможностью стрельбы очередями).
После окончания Второй мировой войны в США начались работы по созданию нового патрона, который при меньших габаритных размерах сохранил бы баллистические характеристики патрона .30-06 (7,62 × 63 мм). К началу 1950-х был создан патрон Т65, который был принят на вооружение под наименованием 7,62 × 51 мм НАТО. Фактически это был всё тот же патрон .30-06, только с гильзой, укороченной на 12 мм и с зарядом из более современного и мощного пороха, обеспечивающего ту же баллистику. Начиная с 2000 года все заводы, производящие эти патроны, снаряжают их одинаковыми порохами, поэтому .30-06 все же мощнее 7,62 × 51 мм примерно на 20 %.
С 2000 года патрон производится в России на ОАО «Барнаульский станкостроительный завод» как спортивно-охотничий боеприпас.

## Стрелковое оружие под патроны 7,62×63 мм
- BAR M1918
- BAR M1922
- Browning M1917
- Browning M1919
- Chauchat M1918
- Johnson M1941
- Johnson M1914 LMG
- M1 Garand
- M1917 Enfield
- Springfield M1903
- ВПО-102, 102М, 102В «Вепрь-Хантер»
- МР-18МН
- Сайга 7,62х63 (.30-06) исп. 100